# Vinterskivling
Vinterskivling eller vinternagelskivling (Flammulina velutipes) är en svampart. Vinterskivling ingår i släktet Flammulina och familjen Physalacriaceae.
Som odlad är den känd som Enoki eller Enokitake (japanska: えのき茸, kinesiska:金针菇, Pinyin: jīnzhēngū, "guldnålssvamp") och har då ett annat utseende, främst för att den odlas i mörker. Vinterskivlingen bedöms av en nordisk expertgrupp vara lämplig som handelssvamp, förutsatt att den är odlad eller man dokumenterat att experter identifierat den. Den har inte klassificerats som handelssvamp av livsmedelsverken i Finland eller Sverige. Svampen är alltså lämplig matsvamp om man säkert skiljer den från liknande oätliga svampar.

## Utbredning
Vinterskivlingens geografiska utbredning i det vilda omfattar både tempererade och subarktiska områden på norra halvklotet, till exempel Europa, Japan, Kina, Nordamerika, Sibirien och Turkiet. På södra halvklotet förekommer den endast i Australien.

## Underarter
Arten delas in i följande underarter:
- Flammulina velutipes velutipes
- Flammulina velutipes lactea

I den svenska databasen Dyntaxa, som drivs av Artdatabanken, används istället namnet Flammulina elastica för samma taxon. Arten är reproducerande i Sverige.

## Bilder
|                                             |
| Gul variant av vilt växande vinterskivling. |

|              |
| Odlad enoki. |

|                                                                     |
| Vinterskivlingen är den vilda formen av arten Flammulina velutipes. |